# Nigali
Nigali (nep. निगाली) – gaun wikas samiti w zachodniej części Nepalu w strefie Seti w dystrykcie Kailali. Według nepalskiego spisu powszechnego z 2001 roku liczył on 908 gospodarstw domowych i 5467 mieszkańców (2782 kobiet i 2685 mężczyzn).